# Сандифилд (Северна Каролина)
Сандифилд (енгл. Sandyfield) град је у америчкој савезној држави Северна Каролина.

## Демографија
По попису из 2010. године број становника је 447, што је 107 (31,5%) становника више него 2000. године.
| Група             | 2000.       | 2010.       |
| Белци             | 30 (8,8%)   | 66 (14,8%)  |
| Афроамериканци    | 295 (86,8%) | 363 (81,2%) |
| Азијати           | 0 (0,0%)    | 0 (0,0%)    |
| Хиспаноамериканци | 7 (2,1%)    | 8 (1,8%)    |
| Укупно            | 340         | 447         |